# Wendy (película)
Wendy es una película de drama y fantasía estadounidense de 2020 dirigida por Benh Zeitlin, a partir de un guion de Zeitlin y Eliza Zeitlin. La película está protagonizada por Devin France, Yashua Mack, Gage Naquin, Gavin Naquin, Ahmad Cage, Krzysztof Meyn y Romyri Ross. Se pretende que sea una re-imaginación de Peter Pan y Wendy de J. M. Barrie.
Wendy tuvo su estreno mundial en el Festival de Cine de Sundance el 26 de enero de 2020 y fue lanzado el 28 de febrero de 2020 por Searchlight Pictures.

## Sinopsis
Perdida en una isla misteriosa donde el tiempo y el envejecimiento se han detenido, Wendy debe luchar para salvar a su familia, su libertad y al espíritu alegre de la juventud, del peligro mortal de crecer.

## Reparto
- Devin France como Wendy.
  - Tommie Milazzo como Wendy (bebé).
  - Allison Campbell como Wendy (Adulta).
- Yashua Mack como Peter.
- Gage Naquin como Douglas.
- Gavin Naquin como James.
  - Kevin Pugh como Old James.
- Ahmad Cage como Sweet Heavy.
- Krzysztof Meyn como Thomas.
- Romyri Ross como Cudjoe Head.
- Lowell Landes como Buzzo.
- Shay Walker como Angela Darling.

## Producción
En agosto de 2015, se anunció que Benh Zeitlin escribiría y dirigiría la película. La producción comenzó en marzo de 2017 con la filmación en Montserrat.

## Lanzamiento
En abril de 2018, Searchlight Pictures adquirió los derechos de distribución de la película. Tuvo su estreno mundial en el Festival de Cine de Sundance el 26 de enero de 2020. Fue lanzado el 28 de febrero de 2020.

## Recepción

### Respuesta de la crítica
En Rotten Tomatoes, la película tiene una calificación de aprobación del 38% basada en 92 reseñas, con una calificación promedio de 5.58/10. El consenso crítico del sitio dice: "Wendy se atreve a hacer algo diferente con su material clásico; desafortunadamente, las impresionantes imágenes de la película están en desacuerdo con una versión defectuosa de la historia". En Metacritic, la película tiene una media ponderada de 54 de 100, basada en 33 críticas, lo que indica "críticas mixtas o promedio".